# Pilia
Pilia Simon, 1902 è un genere di ragni appartenente alla famiglia Salticidae.

## Distribuzione
Le tre specie note di questo genere sono endemiche, rispettivamente in ordine alfabetico, della Nuova Guinea, del Pakistan e dell'India.

## Tassonomia
A maggio 2010, si compone di tre specie:
- Pilia albicoma Szombathy, 1915 — Nuova Guinea
- Pilia escheri Reimoser, 1934 — Pakistan
- Pilia saltabunda Simon, 1902[2] — India